# Бюргер, Джозеф
Джон Джозеф Бюргер (англ. John Joseph Buerger; 19 сентября 1870, Сент-Луис, Миссури — 10 ноября 1951, Сент-Луис, Миссури) — американский гребец, бронзовый призёр летних Олимпийских игр 1904.

## Биография
На Играх 1904 в Сент-Луисе Бюргер участвовал только в соревнованиях двоек без рулевого вместе со своим соотечественником Джоном Йохимом. В нём он занял третье место и получил бронзовую медаль.